# 莱姆戈
莱姆戈（德語：Lemgo，發音：[ˈlɛmɡoː] ⓘ）是德国北莱茵-威斯特法伦州代特莫尔德行政区利珀县的城市，总面积100.85平方千米，2023年12月31日总人口为40,531人。

## 友好城市
莱姆戈与以下城市结为友好城市：
- 英格兰 貝弗利
- 德国 施滕达尔
- 法國 旺德夫尔莱南锡